# Saint-Marc-à-Loubaud
Saint-Marc-à-Loubaud is een gemeente in het Franse departement Creuse (regio Nouvelle-Aquitaine) en telt 131 inwoners (2005). De plaats maakt deel uit van het arrondissement Aubusson.

## Geografie
De oppervlakte van Saint-Marc-à-Loubaud bedraagt 18,2 km², de bevolkingsdichtheid is 7,2 inwoners per km².

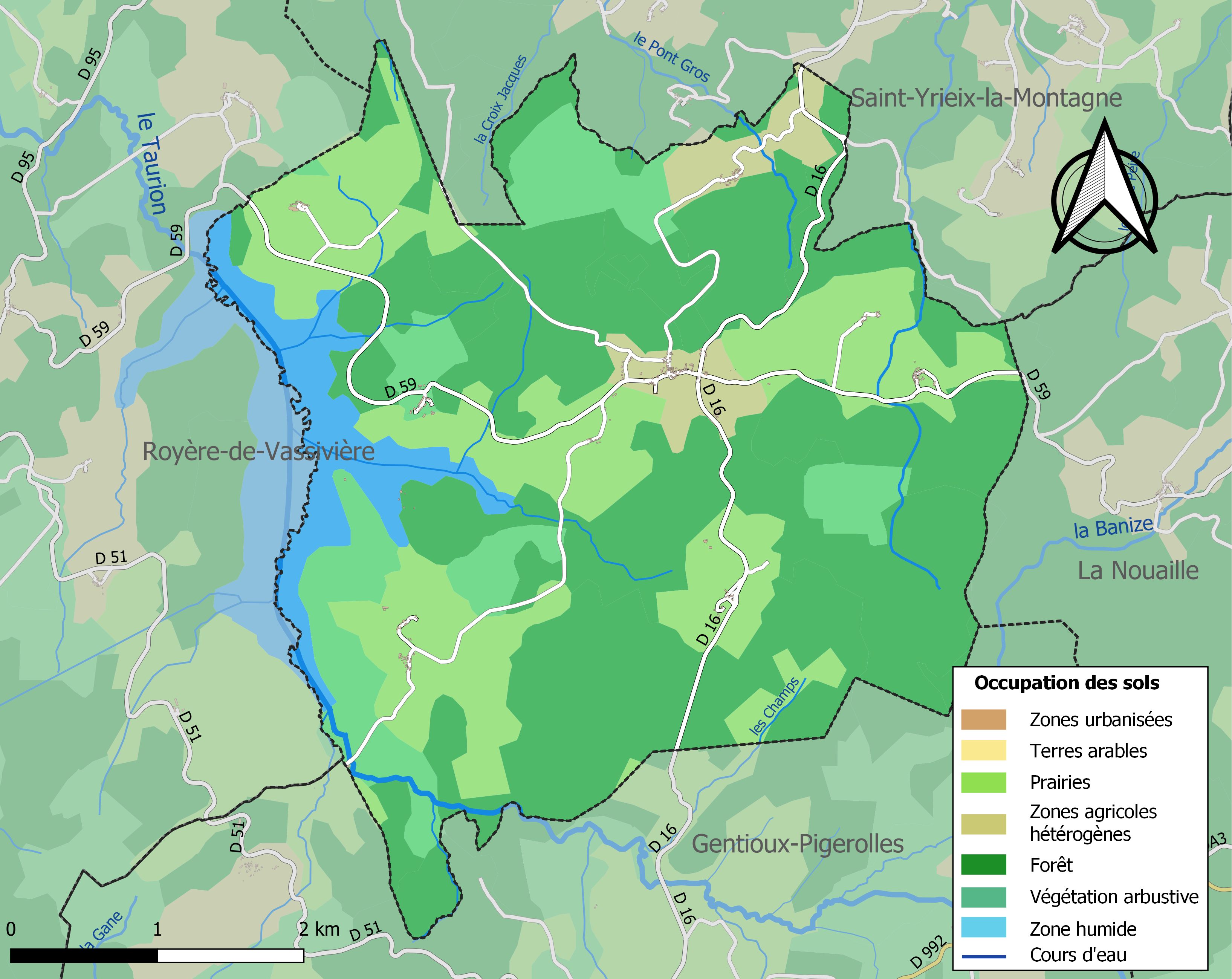
Kaart van de gemeente met de belangrijkste infrastructuur, bodemgebruik en omliggende gemeenten

## Demografie
Onderstaande figuur toont het verloop van het inwonertal (bron: INSEE-tellingen).